# Premiéra TV
Premiéra TV (do prosince 1993 jako FTV Premiéra) byla první česká komerční televizní stanice vysílající prostřednictvím terestrických vysílačů. Zpočátku bylo vysílání dostupné pouze v Praze a ve Středních Čechách, později díky spolupráci s regionálními a lokálními televizními studií celoplošně. Vysílání bylo zahájeno 20. června 1993 a 3. ledna 1997, po vstupu nového zahraničního investora, nahrazeno novým televizním kanálem TV Prima.
Celoplošnosti Premiéra TV dosáhla dohodou s regionálními a lokálními vysílateli, již na základě licence vysílali nejvýše tři hodiny denně. Ve zbývajícím vysílacím čase byl přenášen signál Premiéry TV. Ani po několika změnách v programové nabídce nedosáhla televize stejné oblíbenosti, jako její hlavní konkurent TV Nova.

## Historie

### 1990–1992: Založení společnosti a získání licence
Vydavatelská a nakladatelská společnost FTV Premiéra (zkratka FTV znamená Film a Televize) byla založena v dubnu 1990 a ještě týž rok začala vydávat časopis Premiéra. V srpnu 1991 požádala FTV Premiéra o licenci na televizní vysílání v okolí Prahy, zároveň se však ucházela o celoplošnou licenci. Již tenkrát měla zkušenosti s výrobou vlastních pořadů vyráběných pro televizní kanál OK 3. Společnost měla od počátku zájem navázat spolupráci s lokálními vysílateli a nabídnout jim své zkušenosti s regionálními televizemi v zahraničí. 
Dne 10. prosince 1991 byla uzavřena předběžná smlouva se Správou radiokomunikací s.p., jež byla předpokladem pro udělení licence. Autorkou návrhu vysílacího schématu byla Marie Poledňáková, která měla zájem popularizovat umění a nabídnout divákům rodinné a vzdělávací pořady a také pořady věnované sociální problematice. V první etapě se zvažoval servis pro nezaměstnané, servis pro důchodce, výchovně vzdělávací pořady, Premiéra turistům a návštěvníkům Prahy, Studio dobrých zpráv, a publicistický pořad Premiéra Pražanům věnující se privatizaci, kultuře a službám v hlavním městě. Zároveň se připravovala tvorba zábavných a soutěžních pořadů pro děti, mladé páry a celé rodiny. Nedělní cykly filmů měl uvádět Jiří Menzel. Od počátku měly být ve vysílání Premiéry koncerty vážné hudby a přenosy baletů. FTV Premiéra v koprodukci s italskou veřejnoprávní televizí RAI Due natočila koncert Hudební slavnosti porozumění, jež odvysílala v přímém přenosu 21. června 1991 na televizním kanálu OK 3. Italská televize jej uvedla až 5. července 1991. Zpravodajství podle plánů měly moderovat redaktoři novin Mladé fronty DNES a týdeníku Mladý svět. 
Ve čtvrtek 26. listopadu 1992 proběhlo veřejné slyšení o licenci na provoz televizního vysílání z 24 kanálu vysílače Praha město, na kterém se ucházely R.C, Bunk TV, Agentura T.R.S TV Prima, National TV, Kascom a FTV Premiéra. Licenci na dvanáct let získala společnost FTV Premiéra s ohledem na kulturní charakter jejího plánovaného vysílání, servis pro důchodce, burzu práce a zajištění kvalitního regionálního zpravodajství. Rada pro rozhlasové a televizní vysílání přihlédla také k osobnostem Jiřího Menzela a Marie Poledňákové coby garanty kvality, a národnímu charakteru programu. Podobně se také FTV Premiéra ucházela 26. ledna 1993 o licenci na celoplošné televizní vysílání na frekvencích zaniklého federálního kanálu F1, svou žádost ale v průběhu jednání stáhla. Ze všech uchazečů Bohemia studio, Art Production K., Bonton TV, CS 1, Eurocordia, Euro Trading, Evropa 2 TV, TENA, Trans Media Corporation, Sun Group, CLT Czech, KF a.s., Martin Vadas a CET 21 si Rada vybrala společnost CET 21, provozovatele kanálu TV Nova.  

### 1993: Zahájení vysílání

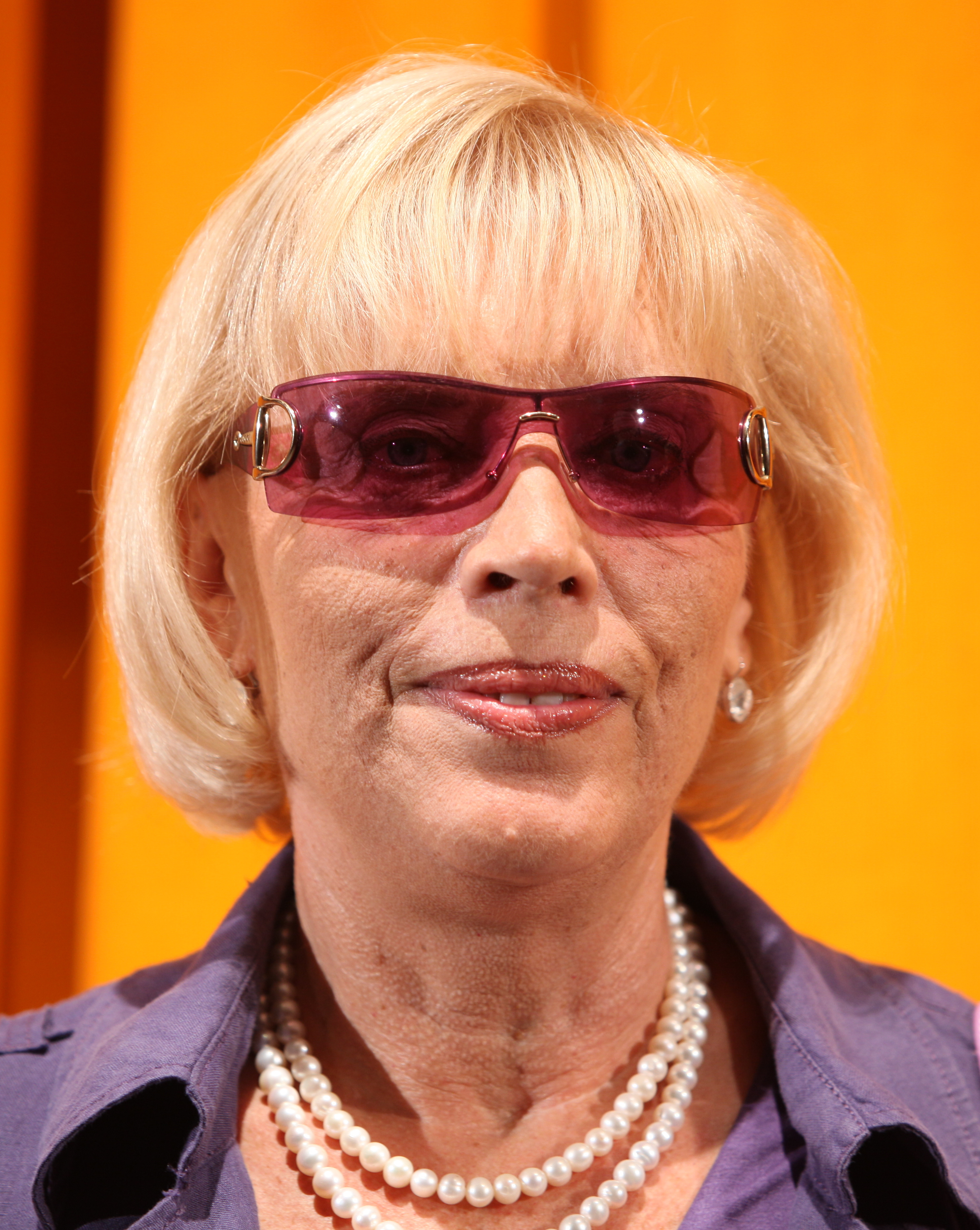
Marie Poledňáková – jedna ze zakladatelek TV Premiéra.

V roce 1993 se FTV Premiéra připravovala na vstup zahraničního investora, který měl pokrýt náklady na výstavbu televizního studia a přinést zahraniční reklamu. Investor se měl stát majitelem podílu jen na určitou dobu, po které by se dal jeho podíl vykoupit za nominální hodnotu. 
Dne 15. března 1993 vstoupil do společnosti FTV Premiéra italský partner a následný viceprezident společnosti, Mariano Volani, prostřednictvím své společnosti Video Education Holding.  
Zkušební vysílání v normě PAL na 24. kanálu vysílače Praha město bylo zahájeno 21. května 1993, kdy byl přenášen signál britského zábavního kanálu Super Channel a to v pondělí až pátek od 6:45 hodin s dvouhodinovou přestávkou v 10 hodin, v sobotu od 7:30 s hodinovou přestávkou v 9 hodin, a v neděli od 8 hodin s hodinovou přestávkou ve 12 hodin. Vysílání bylo ukončeno vždy ve 2 hodiny ráno. Na ostrý provoz přešla FTV Premiéra v neděli 20. června 1993 v 8 hodin. Ve vysílacím schématu prvního dne dominovalo převzaté vysílání britského kanálu Super Channel, do kterého Premiéra vstoupila ve 12 hodin slavnostním koncertem s názvem Dnes večer máme Premiéru. Spuštění pravidelného vysílání bylo oznámeno v pořadu Premiéra má premiéru, odvysílaného v 19 hodin, na který navázala italská komedie Alfréde, Alfréde. Svůj program zakončila odvysíláním baletu Řek Zorba z Veronské opery ve 21:30 hodin.  
Podle výzkumů provedených společností AISA dosáhla FTV Premiéra v Praze sledovanosti 27%. V říjnu a listopadu téhož roku dosáhla televize sledovanosti 0,641 milionů diváků. V Praze a ve Středočeském kraji byla dokonce sledovanější než ČT3.
Prosinec 1993 byl pro společnost zásadní. Stanice prošla změnou loga a názvu na Premiéra TV, přičemž
název FTV Premiéra zůstal pro nakladatelství a servisní organizaci, jakožto i provozovatele televizního kanálu. Rovněž se na obrazovkách začala poprvé o víkendech večer objevovat dvaadvacetiletá hlasatelka Pavlína Fialová.  

### 1994–1995: Rozšiřování pokrytí Premiéry TV
V březnu 1994 vyhlásila Rada pro rozhlasové a televizní vysílání licenční řízení k lokálnímu televiznímu vysílání na vysílačích s výkonem do 8 watů. Licenčního řízení se účastnilo 41 subjektů. Licence s pětiletou dobou platnosti stanovila vysílací čas od 6:30 do 8:30 a od 15 do 18 hodin, přičemž ve zbývajícím čase měl držitel licence přebírat kanál Premiéra TV jakožto centrálního programu pro regionální a lokální televizní vysílání. Někteří provozovatelé lokálního vysílání (RTV a.s., Elektronika TVS a SEMAR) nebyly s tímto návrhem spokojeni a stěžovali si na postup Rady. Naráželi na skutečnost, že Premiéra TV byla účastníkem řízení o přidělování licencí lokálním vysílatelům, také že získala licenci při nevyhlášeném řízení a má dominantní postavení, což Rada odmítla. Lokálním vysílatelům údajně nebylo předem sděleno, že budou omezení vysílacím časem a nuceni přebírat signál Premiéry TV.  
Dne 28. června 1994 získala FTV Premiéra licenci k provozování vysílání prostřednictvím družice, jejichž přípravy odstartovaly v listopadu 1994. K vysílání byla vybrána družice Eutelsat II-F6 – Hot Bird, aby tak mohla posílit své pokrytí v ostatních částech republiky a stát se dalším celoplošným televizním kanálem. Vzhledem k omezeným kmitočtům se Premiéře nabízela pouze možnost spolupráce s regionálními a lokálními vysílateli, kterým nabídla Premiéru jako centrální program, do kterého budou vstupovat vlastním zpravodajstvím v dohodnutých časech. Podle představitelů Premiéry neměly lokální televize dostatek financí na celodenní provoz vlastního vysílání. Premiéra jim měla pomoci s financováním a zároveň zvýšit sledovanost.  
Premiéra TV opustila prostory Paláce kultury Pankrác, kde měla k dispozici jen malé studio, a začala vysílat z Veletržního paláce v Praze-Holešovicích. 
Televize Premiéra ve spolupráci s moderátory Evropy 2 spustila v listopadu 1994 nový tříhodinový hudební blok pro mladé diváky s názvem S.O.S. (též Eso es), jenž měl vyplnit prostor po postupném omezování vysílání populární hudby u konkurence. Zároveň propagoval českou populární hudbu v době gradující krize v gramofonovém průmyslu. V pořadu se objevovaly videoklipy posledních deseti let, přičemž česká produkce tvořila 25%. Televizní pořad S.O.S. byl vysílán od pondělí do pátku od 13 do 16 hodin.

Dne 23. listopadu 1994 bylo zahájeno vysílání na kanálu 60 z vysílače Liberec-Ještěd o výkonu 0,2 kW. 
Na konci listopadu 1994 podepsali držitelé a žadatelé licencí k provozování lokálního vysílání komuniké, ve kterém Radě pro rozhlasové a televizní vysílání vyjádřili nesouhlas s nevýhodnou smlouvou s Premiérou TV a s procesními lhůtami stanovené zákonem. Podle generálního ředitele TV Premiéra Jiřího Mejstříka podepsalo komuniké pouhých 6 z 24 držitelů licence. Premiéra se údajně snažila vyjít svým partnerům vstříc prostřednictvím financování nákladů na provoz lokálních vysílačů. Pokud jde o vysílací časy, většina vysílatelů měla údajně obavy z naplnění kvalitním programem srovnatelným s ostatními celoplošnými stanicemi.
V červnu 1994 odkoupila Investiční a poštovní banka (zkráceně IPB) veškeré podíly od italského partnera a stala se tak stoprocentním vlastníkem společnosti FTV Premiéra.  
V roce 1995 zahájila Premiéra TV vysílání z nového sídla v Radlické ulici 5 na Praze 5. 
České republice podle Stockholmského plánu byla přidělena suma kmitočtů, z nichž bylo možné sestavit různé kombinace vysílacích okruhů, ale nikoliv čtyři celoplošné. V roce 1995 byly celoplošné okruhy pouze u kanálů ČT 1 a Nova. Rada pro rozhlasové a televizní vysílání přijala koncept pro dobudování sítí pro ČT 2, zbývající kmitočty měly být vyhrazeny pro Premiéru TV. Projekt počítal s 92,7% pokrytím kanálem ČT 2 a 55,5% pokrytím Premiéry TV. Vzhledem k tomu, že byla ČT 2 mnohde přijímána z více vysílačů, navrhl Miloš Petana, předseda představenstva Premiéry TV, vhodnější přerozdělení kmitočtů tak, že by ČT 2 snížila svůj dosah o 8% a dosáhla pokrytí 85%, zatímco Premiéra TV by svůj dosah zvýšila o 23% na 78% celkového pokrytí. 
Začátkem roku 1995 měla Premiéra TV zahájit vysílání přes družici Eutelsat II-F6 Hot Bird na 13°E, ale vzhledem k havárii rakety Ariane 4, jež družici vynášela na oběžnou dráhu ze střediska Kourou ve Francouzské Guayaně, bylo vysílání přes satelit spuštěno později. 
K 31. lednu 1995 získala FTV Premiéra 35 kmitočtových přídělů, zatím však signál šířila pouze z vysílačů Praha město, Liberec-Ještěd, Zlín-Tlustá hora a Plzeň-Krkavec prostřednictvím pozemní trasy.  
Dne 15. dubna 1995 spustila Premiéra TV vysílání z vysílače Ostrava-Hošťálkovice na kanálu 48. Vysílalo se o malém výkonu, jenž umožnil pokrytí pouze města Ostravy a nejbližšího okolí. Do konce roku 1997 se plánovala rekonstrukce vysílače, která by umožnila širší pokrytí ostravské aglomerace.
V pátek 9. června 1995 v 10 hodin zahájila Premiéra TV zkušební vysílání přes satelit DFS Kopernikus 2 na pozici 28,5°E, čímž de facto vznikla čtvrtá celoplošná síť. Vysílání bylo určeno především jako distribuční signál pro lokální vysílače a kabelovou televizi. Od 1. srpna 1995 začala televize některé pořady kódovat systémem Nokia Line Shuffling (zkráceně Nokia LS-256) , pro jejíž dekódování byl zapotřebí speciální dekodér, který nebyl volně na trhu. Byly jim však vybaveny všechny lokální vysílače.  
Společně se spuštěním satelitního vysílání se změnila i koncepce televize. Nově byl kladen důraz na méně agresivní pořady, českou kinematografii a pořady spojené se jmény Jiřího Suchého, Boleslava Polívky a Felixe Slováčka , zároveň docházelo k útlumu retransmise satelitního televizního kanálu Super Channel, po němž vysílací čas zcela převzala TV Premiéra.
Do konce roku 1995 mělo být dokončeno moderní studio pro vlastní pořady v sídle Premiéry TV ve Veletržním paláci. 

### 1996–1997: Poslední rok vysílání

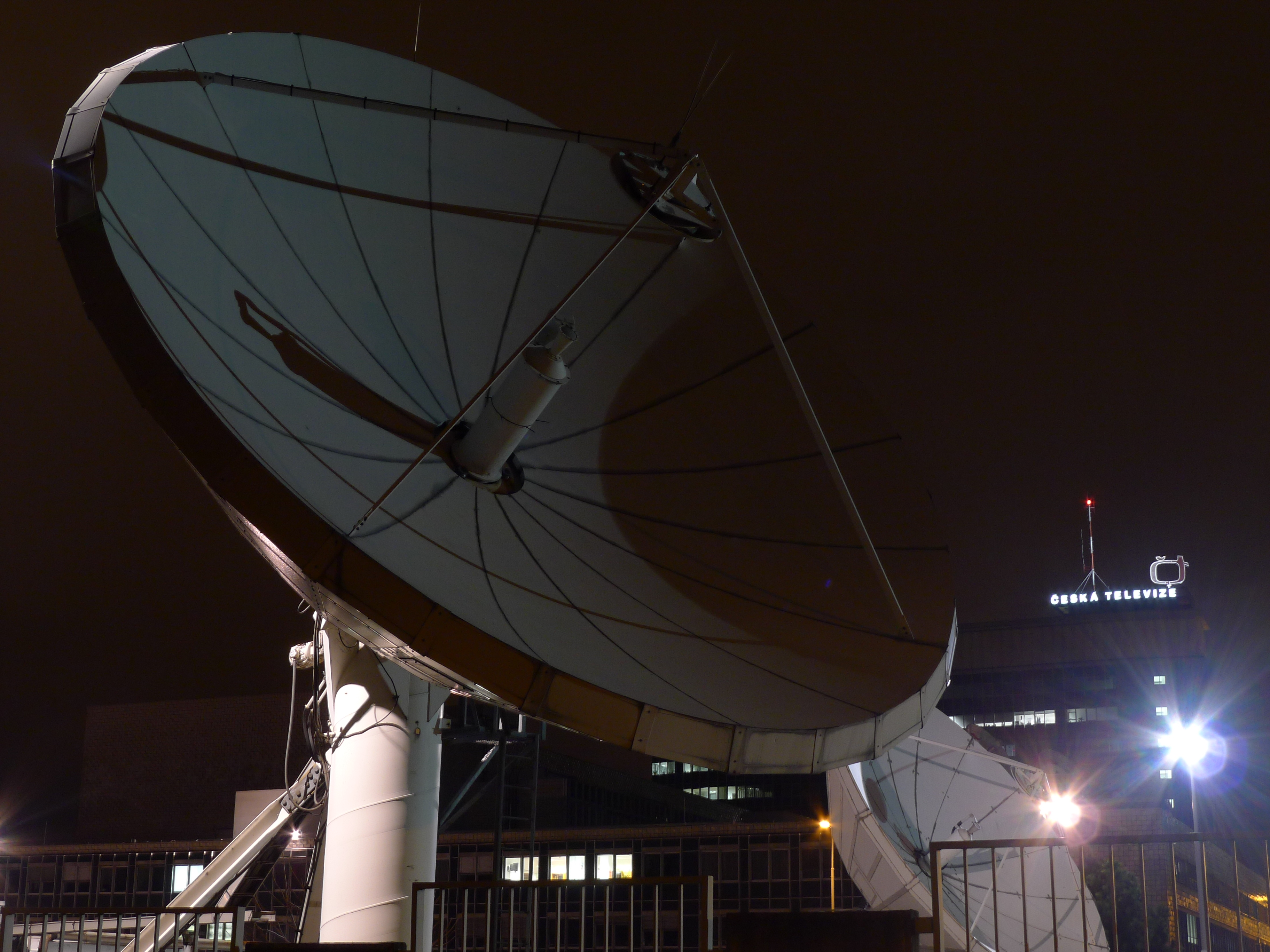
Uplinková stanice v sídle České televize v Praze na Kavčích horách jako společný projekt Premiéry TV, České televize a společnosti Kabel Plus.

Ve středu 17. ledna 1996 došlo ve večerních hodinách k závažné poruše na dočasné družicové pozemní stanici v Praze, jež způsobila týdenní výpadek vysílání u poloviny obyvatel České republiky. 
V úterý 15. října 1996 prozradila Premiéra TV v hlavní zpravodajské relaci Deník název nově chystaného televizního kanálu TV Prima, která od 3. ledna 1997 vysílání Premiéry TV nahradila. Nový kanál měl přinést úsměvnou a vlídnou zábavu.   Důvodem změny názvu kanálu byla kolize s německým filmovým kanálem Premiere, který vygradoval po spuštění satelitního vysílání v roce 1995 .
Ke konci roku 1996 představitelé televizních společností Nova, Premiéra TV, Galaxie TV, Kabel Plus a MultiChoice Česká republika, založily zájmové sdružení, které mělo obhajovat, formulovat a prosazovat jejich zájmy, zejména nesouhlas s rozsahem reklamy na České televizi. 
Společnost FTV Premiéra, ve spolupráci s Českou televizí a společností Kabel Plus vybudovala v prosinci 1996 v Praze na Kavčích horách uplinkovou stanici, která umožňovala digitální zpracování signálu. Dodávku uplinkové technologie ADVENT zajistila FTV Premiéra, dodávku kompresní technologie PHILIPS pro změnu Trade & Technology, dceřiná společnost Kabelu Plus. Česká televize poskytla prostory pro vybudování monitorovacího pracoviště ve čtvrtém patře, umístění parabol, a některá další zařízení a techniku. Komplex byl spuštěn 1. února 1997. Digitální zpracování signálu přinesl Primě TV zvýšení kvality obrazu, snížení nákladů za dopravu signálu na vysílače a také změna kódování za CryptoWorks vyřešila problém s častými poruchami při dekódování analogového kódovacího systému Nokia LS-256. 

## Televizní pořady

### Programové bloky
| Název programového bloku     | První vysílání       | Vysílací čas                                                      | Popis |
| ---------------------------- | -------------------- | ----------------------------------------------------------------- | --- |
| Ahoj kamarádi                | od 28. října 1995    | sobota od 16:05 do 18:45 hodin, neděle od 7:00 do 10:10 hodin     | V rámci tohoto bloku byl vysílán dětský pořad Baby studio moderovaný Dagmar Patrasovou s žížalou Julií, a seriály Daktari, David Crocket a Hanna Barbera Hour (ze kterého se stal později samostatný programový blok) |
| Hrajeme si s Premiérou na... | od 6. listopadu 1995 | pondělí až pátek od 9:00 do 09:50 hodin a od 13:00 do 13:30 hodin | Zahrnoval animované seriály Příběhy z Javorového městečka a od 20. listopadu 1995 Tao Tao; |

### Zábavní pořady
- 1993 Pražská show
- 1993 Vaše velká premiéra – zábavní soutěžní pořad pro novomanželské páry známý již z obrazovek OK 3.
- 1994 Computerworld Plus
- 1994 Natvrdo – zábavní pořad moderovaný Josefem Lauferem
- 1994 Žerty stranou
- 1995 Charlie talk show
- 1995 Možná přijde i kouzelník
- 1995 Tókšou Mirky Všetečkové
- 1995 Žito – magazín z vyšší společnosti s Halinou Pawlowskou
- 1996 Runway párty – zábavný skečový pořad s Vrtulníkem Michaelem V.

### Soutěžní pořady
- 1993 Soutěžní hra (o 100 leteckých zájezdů na Kanáry) PRVNĚ PO-so 2155-2200 6/9/1993, pak v ne 1955
- 1993 Křížovka – poprvé vysílaná v neděli 1. srpna 1993 místo zpravodajství.
- 1993 Šest ran do klobouku
- 1994 Velká soutěž o knír (Jana Rosáka) byla prvně odvysílána v sobotu 12. března 1994 od 14:00 do 14:15 hodin.
- 1994 Dikovka – soutěžní pořad skupiny PPF
- 1995 Telepoker se na obrazovce objevil poprvé v pondělí 12. prosince 1994. Vysílání probíhalo živě ve všední dny od 19:20 do 19:30 hodin., kdy telefonický soutěžící soutěžil s pozvaným hostem ve studiu. Případná výhra byla připsána vítězovi na vkladní knížku od Investiční a poštovní banky.
- 1995 Terno s TV magazínem (později jen jako Terno) byl telefonický pořad vysílán zpočátku každé pondělí od 18:00 do 18:10 hodin, a od listopadu se vysílal v časech původního pořadu Telepoker, který byl jím nahrazen.
- 1996 Otázky z klobouku – Zábavná soutěžní hra pro tři hráče moderovaná Veronikou Freimanovou každou středu od 20:00 do 20:50 hodin.

### Zpravodajství
V roce 1993 bylo vysíláno desetiminutové zpravodajství pod názvem Zprávy dvakrát denně vždy mezi 18:40 a 19:20 hodinou, které bylo reprízováno téhož dne ve 22:00 hodin. O rok později bylo ustoupeno od reprízování a vysílací čas se ustálil na 19:00 hodin. V průběhu roku 1995 byla délka hlavní zpravodajské relace zdvojnásobena a přejmenována na Zprávy Premiéry TV a od září 1996 na Deník + Počasí.
Noční zpravodajská relace byla spuštěna v roce 1995 pod názvem Noční zpravodajství Premiéry TV, a v roce 1996 přejmenovány na Aktuality dne.

### Pořady o cvičení a zdraví
- 1994 Jump OK – populární televizní pořad o cvičení na světově turisticky atraktivních místech známý již z vysílání OK 3 a později i ČT3.
- 1994 Národní centrum podpory zdraví uvádí...
- 1994 Okénko doktora Leoše Středy – kosmetická poradna
- 1994 Jóga v denním životě
- 1995 Pohybem proti nudě
- 1995 Cvičíme na Thassosu – aerobik
- 1996 Cvičme s Olgou Šípkovou – desetiminutové cvičení s Olgou Šípkovou každé pondělí v 8:00 a 18:00 hodin.

### Ekologie
- 1994 Ministerstvo životního prostředí uvádí
- 1994 Ekologie pro každého
- 1994 Není čas a lhaní – ekologie Prahy

### Móda, pořady ze společnosti a pořady pro ženy
- 1993 Nejen móda
- 1994 Dámy, na slovíčko
- 1994 Lady Today – magazín pro ženy
- 1994 Planeta móda
- 1994 Pražské módní dny
- 1994 Móda (od roku 1995 jako TV móda
- 1995 Ooh, la, la! – módní magazín pro mladé
- 1995 Tentokrát s... – magazín o zajímavých lidech a ze společnosti
- 1996 Móda plus exclusive – Představení módní přehlídky známých návrhářů.
- 1996 Zprávy ze společnosti – patnáctiminutový zábavný pořad moderovaný Jiřím a Kateřinou Kornovými vyzýval do společnosti vlivných a známých lidí.
- 1996 Maxi magazín pro ženy – jak být atraktivní a spokojená radily moderátorky Hana Heřmánková a Brigita Zlámalová každou neděli v 11:40 hodin.
- 1996 V.I.P. – vlivní lidé – portréty významných lidí

### Ekonomika
- 1994 Ekonomický zpravodaj
- 1994 Servis CKP
- 1994 Wall Street magazín
- 1995 Hypotéka: Chcete brzy a levně bydlet?

### Regionální vysílání
- 1993 Pražská setkání
- 1995 PRAK – hodinové regionální vysílání Pražských aktualit (zkráceně PRAK) od úterý do soboty v 7:30 a v 17:00 hodin.
- 1996 Regionální vysílání – hodinové regionální vysílání v 7:30 a 17:00 hodin

### Kultura a hudební pořady
- 1994 Kulturní týdeník
- 1994 Classic '94 (od roku 1995 jako Classic '95) byl televizní pořad přinášející novinky ze světa vážné hudby
- 1994 Hot Pop – klipový a soutěžní magazín
- 1994 Country styl – televizní pořad věnovaný českému country
- 1994 Triangl
- 1994 Country show
- 1995 Dobrá nálada s hudbou – hudebně-zábavní pořad
- 1995 Premiérová dechovka s Kozlem
- 1996 Kinorevue – novinky ze světa filmových novinek moderovaný Adélou Gondíkovou a Monikou Valentovou
- 1996 S.O.S – tříhodinový hudební pořad s moderátory rádia Evropy 2
- 1996 Křtím, křtíš, křtíme – hudebně-zábavní pořad

### Cestopisy
- 1995 Český atlas
- 1995 Cestou necestou s Premiérou

### Politické pořady
- 1995 Jasan (od roku 1996 jako Jasan aneb revue české politiky)

### Pořady o zvířatech
- 1996 Čichám, čichám člověčinu – Se zvířaty o lidech a s lidmi o zvířatech s Karlem Černochem.
- 1996 Mezi námi zvířaty – Návštěva ZOO s B.Lukášovou, Ivanem Hlasem a Ondrou Vetchým

### Sportovní magazíny
- 1994 Před kapotou, za kapotou
- 1994 Auto-moto magazín
- 1995 Sportovní zpravodajství
- 1995 Rychlá kola
- 1996 Sportkoktejl
- 1996 Na plný plyn – Sportovní magazín uváděný každé pondělí v 11:45 hodin Luďkem Munzarem.

### Publicistika a ostatní pořady
- 1993 Tvoříme svůj domov – magazín
- 1993 Echo Premiéry – televizní pořad věnující se dopisům diváků vysílaný každé pondělí od 21:50 do 22:15 hodin.
- 1993 Non Stop Premiéra (i Nonstop Premiéra) – ukázky pořadů příštího týdne
- 1993 Premiéra Klub (i Klub Premiéra)
- 1993 Premiéra Magazín (i Magazín Premiéry)
- 1994 Pavilon – magazín pro muže
- 1994 Servis pro seniory – půlhodinový pořad věnovaný informacím, radám a zábavě vysílaný každou sobotu v 13:30 hodin.
- 1994 Jádro věci
- 1994 Premiéra mix
- 1994 Krimi magazín – poprvé od 22. května 1994 každou neděli ve 23:40 hodin.
- 1994 Vzpomínání – televizní pořad pro milovníky starých dobrých časů
- 1994 Cirkus Humberto – publicistický pořad
- 1994 Maltská noc – publicistický pořad
- 1995 Bydlení – Inspirace a praktické rady, provázela Petra Černocká
- 1995 Svět 95
- 1995 Expotip
- 1995 Dobrá zpráva, špatná zpráva
- 1995 Kansas
- 1995 Poldové – pořad věnující se práci Policie ČR
- 1995 Premiéra i na Vaší obrazovce – seznam televizních vysílačů
- 1995 Co nového, pane Rado? – nejvýznamnější policejní případy uplynulého týdne
- 1995 Co s tím?
- 1996 Svět 96 – magazín zahraničních událostí a zajímavostí
- 1996 Akta a Akta plus – aféry, vyšetřování, lidské osudy
- 1996 Duely Premiéry – Dvě osobnosti proti sobě, dva názory, jedno téma. Pořad moderovaný Milanem Šímou a Janem Martínkem (později Pavel Dumbrovský)
- 1996 Uvidíte na Premiéře TV

## Moderátoři
- Adéla Gondíková
- Brigita Zlámalová
- Dagmar Patrasová
- Halina Pawlowská
- Hana Heřmánková
- Jan Martínek
- Jiří Korn
- Josef Laufer
- Karel Černoch
- Kateřina Kornová
- Luděk Munzar
- Milan Šíma
- Mirka Všetečková
- Monika Valentová
- Olga Šípková
- Pavel Dumbrovský
- Petra Černocká
- Michael Viktořík (známý pod pseudonymem Vrtulník Michael V.)
- Veronika Freimanová

## Generální ředitelé
- 1993–1996 JUDr.Jiří Mejstřík. [34] [26] [30]
- 1996–1997 PhDr.Miloš Petana [35]

## Dostupnost

### Terestrické vysílání

#### Jižní Čechy
| Kanál | Umístění          | Název vysílače  | Výkon    | V provozu | Sdíleno s                    |
| ----- | ----------------- | --------------- | -------- | --------- | ---------------------------- |
| 51    | České Budějovice  | poliklinika Jih | 0,004 kW | 1995–1997 | Gimi – Elsat                 |
| 46    | Humpolec          |                 |          | 1996–1997 | Stela                        |
| 46    | Jindřichův Hradec | sídliště Vajgar | 0,004 kW | 1995–1997 | Kabel Plus Jindřichův Hradec |
| 52    | Pelhřimov-město   |                 | 0,004 kW | 1995–1997 | J.S.C. local TV              |
| 43    | Písek             | Kraví hora      | 0,01 kW  | 1995–1997 | Gimi – Elsat                 |
| 44    | Tábor město       | Hotel Palcát    | 0,004 kW | 1995–1997 | Gimi – Elsat                 |
| 51    | Třeboň            |                 |          | 1996–1997 | Třeboňský TV Svět            |

#### Severní Čechy
| Kanál | Umístění       | Název vysílače      | Výkon    | V provozu | Sdíleno s        |
| ----- | -------------- | ------------------- | -------- | --------- | ---------------- |
| 47    | Děčín          |                     | 0,03 kW  | 1995–1997 | TV Lyra          |
| 42    | Chomutov       | sídliště Březenecká | 0,004 kW | 1995–1997 | TV Chomutov      |
| 60    | Liberec        | Ještěd              | 0,1 kW   | 1995–1997 | Genus TV         |
| 28    | Mimoň          |                     |          | 1996–1997 | Info kanál Mimoň |
| 47    | Most           | Široký vrch         | 0,05 kW  | 1995–1997 | TV Most          |
| 43    | Teplice        | vodojem             | 0,004 kW | 1995–1997 | TV Teplice       |
| 47    | Ústí nad Labem |                     | 0,05 kW  | 1995–1997 | TV Lyra          |

#### Střední Čechy, Praha
| Kanál | Umístění       | Název vysílače    | Výkon    | V provozu | Sdíleno s  |
| ----- | -------------- | ----------------- | -------- | --------- | ---------- |
| 55    | Benešov        |                   | 0,01 kW  | 1995–1997 |            |
| 47    | Beroun         | vrch Děd          | 0,01 kW  | 1995–1997 |            |
| 47    | Kutná Hora     |                   | 0,05 kW  | 1995–1995 |            |
| 24    | Praha město    | Mahlerovy sady    | 10 kW    | 1993–1997 |            |
| 59    | Praha-Vokovice |                   | 0,01 kW  | 1995–1997 |            |
| 43    | Praha-Žvahov   |                   | 0,01 kW  | 1995–1997 |            |
| 42    | Příbram        |                   | 0,002 kW | 1995–1997 | TVS        |
| 45    | Rakovník       | jižní okraj města | 0,002 kW | 1995–1997 | TV Fontána |

#### Východní Čechy
| Kanál | Umístění              | Název vysílače | Výkon   | V provozu | Sdíleno s         |
| ----- | --------------------- | -------------- | ------- | --------- | ----------------- |
| 37    | Havlíčkův Brod        |                | 0,01 kW | 1995–1997 | TV Puls           |
| 34    | Hradec Králové-Krásné |                | 0,1 kW  | 1995–1997 | TV Puls           |
| 44    | Pardubice             | TKB            | 0,04 kW | 1995–1997 | TV Zubr Pardubice |
| 46    | Poniklá               |                |         | 1996–1997 |                   |
| 45    | Rychnov nad Kněžnou   | Litický chlum  | 0,1 kW  | 1995–1997 | TV Puls           |

#### Západní Čechy
| Kanál | Umístění          | Název vysílače | Výkon    | V provozu | Sdíleno s   |
| ----- | ----------------- | -------------- | -------- | --------- | ----------- |
| 27    | Karlovy Vary      | Tři kříže      | 0,1 kW   | 1995–1997 | Fontána TV  |
| 41    | Kynšperk nad Ohří |                | 0,002 kW | 1995–1997 | MT Kynšperk |
| 60    | Mariánské Lázně   |                |          | 1996–1997 | ZAK TV      |
| 51    | Plzeň město       | Krkavec        | 0,2 kW   | 1995–1997 | ZAK TV      |
| 55    | Sokolov           | vodárna        | 0,005 kW | 1995–1997 | Fontána TV  |

#### Jižní Morava
| Kanál | Umístění         | Název vysílače | Výkon    | V provozu | Sdíleno s                |
| ----- | ---------------- | -------------- | -------- | --------- | ------------------------ |
| 37    | Batelov          |                | 0,004 kW | 1995–1997 | Local TV Batelov         |
| 45    | Bojkovice        |                | 0,004 kW | 1995–1997 | Local TV Bojkovice       |
| 55    | Brno-Hády        |                | 0,003 kW | 1995–1997 | Fatem TV                 |
| 47    | Jihlava město    | RS Rudný       | 0,001 kW | 1995–1997 | Stela                    |
| 48    | Konice           |                |          | 1996–1997 | Konice – místní vysílání |
| 23    | Koryčany         |                | 0,004 kW | 1995–1997 | Local TV Koryčany        |
| 43    | Prostějov        |                | 0,004 kW | 1995–1997 | PVTV                     |
| 44    | Slavičín         |                | 0,004 kW | 1995–1997 | Local TV Slavičín        |
| 52    | Třebíč           |                |          | 1996–1997 | TVT                      |
| 43    | Zdounky          |                |          | 1996–1997 | TELOKO-TV Zdounky        |
| 58    | Zlín             | Tlustá hora    | 0,5 kW   | 1995–1997 | Emurfilm TV              |
| 58    | Znojmo           | Agrodům        | 0,04 kW  | 1995–1997 | Kabel Plus Znojmo        |
| 51    | Žďár nad Sázavou | vodárna        | 0,02 kW  | 1995–1997 |                          |

#### Severní Morava
| Kanál | Umístění               | Název vysílače       | Výkon    | V provozu | Sdíleno s                     |
| ----- | ---------------------- | -------------------- | -------- | --------- | ----------------------------- |
| 45    | Bílovec                |                      |          | 1996–1997 | Local TV Bílovec              |
| 44    | Bystřice nad Olší      |                      |          | 1996–1997 | Local TV Bystřice             |
| 22    | Frenštát pod Radhoštěm | radnice              |          | 1996–1997 | TV Art                        |
| 60    | Huslenky               |                      |          | 1996–1997 | Emurfilm TV                   |
| 45    | Hutisko-Solanec        |                      |          | 1996–1997 | Local TV Hutisko              |
| 57    | Kojetín                |                      |          | 1996–1997 | Kabel Plus Kojetín            |
| 57    | Nový Hrozenkov         |                      |          | 1996–1997 | Emurfilm TV                   |
| 48    | Olomouc                | Univerzita Palackého | 0,004 kW | 1995–1997 | Kabel Plus Olomouc            |
| 60    | Olomouc-Radíkov        |                      |          | 1996–1997 | Kabel Plus Olomouc            |
| 28    | Osoblaha               |                      |          | 1995–1997 | Local TV Osoblaha             |
| 48    | Ostrava-Hošťálkovice   |                      | 1 kW     | 1995–1997 | TV Sever Ostrava              |
| 50    | Prostřední Bečva       |                      |          | 1996–1997 | NTV Bečva                     |
| 27    | Přerov                 | Meopta               | 0,004 kW | 1995–1997 | TV Zubr Přerov                |
| 42    | Rapotín                |                      |          | 1995–1997 | Local TV Rapotín              |
| 42    | Stará Ves u Rýmařova   |                      |          | 1996–1997 | Local TV Stará Ves u Rýmařova |
| 29    | Stonava                | Důl 9. květen        | 0,004 kW | 1995–1997 | Local TV Stonava              |
| 28    | Velká Štáhle           |                      |          | 1996–1997 | Local TV Velká Štáhle         |

### Satelitní vysílání
| Družice                   | Frekvence (GHz) | Norma | Kódování                        | Vysílací čas (SEČ) | Poznámka |
| ------------------------- | --------------- | ----- | ------------------------------- | ------------------ | -------- |
| DFS Kopernikus 2 (28.2°E) | 11.525/H        | PAL   | částečné v Nokia Line Shuffling | 07:00–02:00        | [ 20 ]   |

### Kabelová televize
Signál televizní stanice Premiéra TV, stejně tak jako ostatních terestrických kanálů, musely všechny kabelové televize ze zákona nabízet v nejlevnějším balíčku.